# Gagarin - Primo nello spazio
Gagarin - Primo nello spazio (in russo Гагарин. Первый в космосе?, Gagarin. Pervyj v kosmose) è un film del 2013 diretto da Pavel Parchomenko. Il lungometraggio narra la storia di Jurij Gagarin, il primo uomo ad andare nello spazio, e la missione Vostok 1.

## Distribuzione
Il film uscí in Russia il 6 giugno 2013.

## Edizionihome video
L'edizione DVD, così come quella Blu-ray, uscì in Italia il 19 aprile 2013. Il film è disponibile in italiano e in russo in Dolby Digital 2.0, sottotitolato in italiano per non udenti e con il trailer come contenuto extra.